# Semagarduwur
Semagarduwur is een bestuurslaag in het regentschap Wonogiri van de provincie Midden-Java, Indonesië. Semagarduwur telt 3281 inwoners (volkstelling 2010).